# 負の超共役

負の超共役の略図。実際の系では、水素原子のいくつかはその他の官能基に置き換えられる。

有機化学において、負の超共役（ふのちょうきょうやく、英: negative hyperconjugation）は、占有されたπ-あるいはp軌道から隣接するσ*-軌道への電子密度の供与である。共鳴の一種であるこの現象は、分子あるいは遷移状態を安定化できる。また、反結合性軌道への電子密度の追加によってσ結合の伸長を起こす。
負の超共役は、σ*-軌道が任意のC-FあるいはC-O結合上に位置している時に最も一般的に観測され、通常のC-H結合では特記する程には起こらない。
負の超共役において、電子密度はより一般的な（σ結合から空のp軌道への）超共役とは逆の方向（π-あるいはp軌道から空のσ*-軌道）へ流れる。